# Comté de Corrigin
Le Comté de Corrigin est une zone d'administration locale au sud-est de l'Australie-Occidentale en Australie. Le comté est situé à environ 230 kilomètres à l'est de Perth, la capitale de l'État.
Le centre administratif du comté est la ville de Corrigin.
Le comté est divisé en un certain nombre de localités:
- Corrigin
- Bullaring
- Bulyee
- Jubuk
- Kunjin

Le comté a 9 conseillers locaux et est divisé en 3 circonscriptions.
L'économie du comté est basée sur l'élevage des moutons, la culture des céréales. Le comté dispose d'une minoterie.